# جنگل دو اومه
جنگل دو اومه (به اسپانیایی: Parque natural de las Fragas del Eume) یک منطقهٔ مسکونی و جنگل در اسپانیا است که در گالیسیا واقع شده‌است.